# Betty Ann Bjerkreim Nilsen
Betty Ann Bjerkreim Nilsen (Stavanger, 7 settembre 1986) è un'orientista ed ex fondista norvegese.

## Biografia

### Carriera nello sci di fondo
In Coppa del Mondo esordì il 18 novembre 2006 a Gällivare (33ª) e ottenne l'unico podio il 7 dicembre 2008 a La Clusaz (3ª).
In carriera prese parte a un'edizione dei Campionati mondiali, Sapporo 2007 (20ª nell'inseguimento il miglior risultato).

### Carriera nell'orientamento
Dal 2009 si è dedicata esclusivamente all'orientamento, disciplina che aveva già praticato contemporaneamento allo sci, debuttando in Coppa del Mondo quello stesso anno.
In carriera ha preso parte a tre edizioni dei Campionati mondiali, vincendo una medaglia.

## Palmarès

### Sci di fondo

#### Mondiali juniores
- 5 medaglie:
  - 2 ori (staffetta a Rovaniemi 2005; staffetta a Kranj 2006)
  - 1 argento (inseguimento a Kranj 2006)
  - 2 bronzi (5 km, 10 km a Rovaniemi 2005)

#### Coppa del Mondo
- Miglior piazzamento in classifica generale: 54ª nel 2007
- 1 podio (a squadre):
  - 1 terzo posto

### Orientamento

#### Mondiali
- 1 medaglia:
  - 1 oro (staffetta a Miskolc 2009)

#### Mondiali juniores
- 4 medaglie:
  - 2 ori (staffetta a Tenero 2005; media distanza a Druskininkai 2006)
  - 1 argento (lunga distanza a Druskininkai 2006)
  - 1 bronzo (staffetta a Gdynia 2004)

#### Coppa del Mondo
- Miglior piazzamento in classifica generale: 16ª nel 2009